# Usimbara acosmeta
Usimbara acosmeta är en fjärilsart som beskrevs av Collenette 1939. Usimbara acosmeta ingår i släktet Usimbara och familjen tofsspinnare. Inga underarter finns listade i Catalogue of Life.